# Verurteilt
Verurteilt (in Deutschland auch unter dem Titel Das Tor zur grauen Hölle bekannt) ist ein US-amerikanisches Filmdrama aus dem Jahr 1950 von Henry Levin mit Glenn Ford in der Hauptrolle. Der Film wurde von Columbia Pictures produziert und basiert auf dem Bühnenstück The Criminal Code von Martin Flavin, das am 2. Oktober 1929 in New York uraufgeführt wurde. Er ist eine Neuverfilmung des 1933 von Howard Hawks gedrehten Das Strafgesetzbuch.

## Handlung
In einem Nachtclub gerät Joe Hufford mit dem Sohn eines Politikers wegen seiner Tanzpartnerin in Streit. Er schlägt ihn zu Boden, der Mann stirbt wenige Stunden später. Hufford wird festgenommen und des Mordes angeklagt. George Knowland, der Bezirksstaatsanwalt, zweifelt an der Mordthese. Huffords Arbeitgeber vermittelt den Anwalt Vernon Bradley als Verteidiger. Aufgrund der Inkompetenz des Anwalts wird Hufford jedoch schuldig gesprochen.
Nachdem Hufford sechs Monate im Gefängnis verbracht hat, setzt der Bewährungsausschuss eine Haftstrafe von fünf Jahren fest mit der Möglichkeit der Bewährung nach drei Jahren. Hufford arbeitet in der Gefängniswäscherei.
Fast drei Jahre von Huffords Haftstrafe sind vorüber. Eine Gruppe von Häftlingen plant einen Fluchtversuch. Weil Hufford seinen kranken Vater sehen will, will er das Risiko eingehen – auch wenn ihn sein Zellengenosse Malloby schon vor Jahren vor dem Häftling Ponti, einem Gefängnisspitzel, gewarnt hat und seine Warnung nun wiederholt. Noch vor der Flucht erfährt Hufford, dass sein Vater gestorben ist. Frustriert schlägt er den Wärter, der ihn nach dem Empfang der Todesnachricht rüde zum Weiterarbeiten aufgefordert hat, und kommt dafür in Einzelhaft. Wie von Malloby vorausgesagt, verrät auch diesmal Ponti den Fluchtplan, so dass seine Kameraden, darunter der Zellengenosse Mapes, bei der Flucht erschossen werden.
Mittlerweile wurde Knowland zum neuen Gefängnisdirektor ernannt – wohl um ihn politisch aufs Abstellgleis zu befördern. Ponti verlangt von Knowland Schutz vor den wütenden Mitgefangenen und will, wie ihm vom dafür nicht zuständigen Hauptwärter Captain Douglas versprochen wurde, auf freien Fuß gesetzt werden. Knowland kann allenfalls dafür sorgen, dass Conti in ein anderes Gefängnis kommt. In der Zwischenzeit soll er zu seiner Sicherheit eine der Unterkünfte für die Wachen beziehen.
Nun wendet sich Knowland Hufford zu. Er macht ihn zu seinem Chauffeur und lässt es zu, dass seine Tochter Kay mit Hufford in Kontakt kommt. Sie will und soll den Gefangenen im Hinblick auf sein Leben nach der Haftzeit aufmuntern. Malloby, der von Knowland als Butler engagiert wurde, hat vor, den Verräter Ponti zu töten. Hufford soll nicht mit hineingezogen werden, wird aber unabsichtlich Zeuge: er sieht, wie Malloby Pontis Zimmer verlässt. Zur Tatzeit, über die das ganze Gefängnis außer Hufford Bescheid wusste, waren die Anstaltsleitung und Wärter durch eine Unmutsbekundung der über zweitausend Häftlinge im Gefängnishof abgelenkt.
Hufford gibt den Namen des Mörders nicht preis, trotz Knowlands Warnung, dass er nun selber des Mordes verdächtig ist. Sein Schweigen bringt ihn erneut in Einzelhaft. Knowland, der Hufford Zeit geben will, zur Vernunft zu kommen, wird vom neuen Bezirksstaatsanwalt unter starken Druck gesetzt, den Mord an Conti rascher aufzuklären. Hufford erhält im Essnapf ein Messer zugeschmuggelt, um Douglas zu töten, es geschieht aber nichts. Malloby will Douglas nun selber umbringen. Denn der Chefaufseher sorgte einst durch eine Anzeige wegen Verstoßes gegen die Bewährungsauflagen für seine erneute Inhaftierung. Malloby lässt sich in der Gefängnisküche eine eingeschmuggelte Pistole zustecken. Durch den Angriff auf einen Wärter provoziert er seine Einlieferung in den Einzelzellentrakt. Er schießt auf die Wärter, Alarm wird ausgelöst. Knowland trifft ein und fordert Malloby auf, aufzugeben. Malloby wirft die Pistole weg, gelangt aber unbemerkt an das Messer aus Huffords Napf und bringt Douglas in seine Gewalt. Noch bevor Malloby niedergeschossen wird, gesteht er den Mord an Ponti. Kurz danach wird Hufford begnadigt. Knowland erlaubt ihm, sich mit seiner Tochter zu treffen, sobald er wieder Arbeit gefunden hat.

## Produktion
Gedreht wurde vom 12. Dezember 1949 bis zum 19. Januar 1950 in den Columbia-Studios in Hollywood.

## Stab und Besetzung
Carl Anderson war der Art Director, Morris Stoloff der musikalische Direktor.
In kleinen nicht im Abspann erwähnten Nebenrollen traten Griff Barnett (als Huffords Vater), Whit Bissell, Frank Cady, Harry Cording, John Doucette, Ilka Grüning, James Millican, Carroll O’Connor, Fred F. Sears, William Tannen, Ray Teal und Harry Wilson auf.

## Veröffentlichung
Die Premiere des Films fand am 22. Juli 1950 in Chicago statt. In der Bundesrepublik Deutschland kam er am 23. November 1951 in die Kinos, in Österreich im Dezember 1952.

## Kritiken
Das Lexikon des internationalen Films schrieb: „Melodramatischer Gefängnisfilm, der trotz ansehnlicher Darsteller nicht mehr ist als ein Routineprodukt.“